# Röthenbach bei Herzogenbuchsee
Röthenbach bei Herzogenbuchsee är en ort i kommunen Heimenhausen i kantonen Bern, Schweiz. 
Röthenbach bei Herzogenbuchsee var tidigare en självständig kommun, men den 1 januari 2009 blev kommunerna Wanzwil och Röthenbach bei Herzogenbuchsee delar av kommunen Heimenhausen.